# Encyclops coerulea
Encyclops coerulea is een keversoort uit de familie boktorren (Cerambycidae). De wetenschappelijke naam van de soort is voor het eerst geldig gepubliceerd in 1827 door Say.